# Peña del Cid
Peña del Cid es un despoblado medieval cercano a la localidad de Armillas (municipio de Vivel), perteneciente al término municipal de Montalbán, en la comarca de las Cuencas Mineras. Fue una aldea de la Encomienda de Montalbán, bajo la jurisdicción de la Orden de Santiago.
El 6 de junio de 1570 el arzobispo de Zaragoza Hernando de Aragón y Gurrea (1498-1575) autoriza que se reedifique la iglesia de dicho lugar.

## Toponimia e historia
En el fuero romance de Teruel se menciona a la Peña del Cid como parte de la jurisdicción del concejo de Teruel:

...et assín como ixe a la Fuent del Salze et al Ujilar Ruujo et al Poyo de Peydro Ximeno et a la Penna del Çit entroa la Sierra de Utriellas,..

Es mencionado como Pena del Cit o Penna del Çit en Rationes decimarum Hispaniae (1279-80):

Item a vicario de Armillas et Penna del Çit, nichil quia non ascendit.

Item pro primicia de Pena del Cit.

En el "Libro d'el reparo d'el Cheneral d'Aragón" se escribe como Penyalcit.
Actualmente la peña que da nombre a esta aldea es conocida como Peñacil.